# Præcipuam Curam
Præcipuam curam fue un Breve pontificio escrito por el Papa Pío XII y publicado el 21 de noviembre de 1956. Mediante este documento aprobó la Ley Primaria o Carta Constitucional de la Orden de Malta. 